# Atractus boettgeri
Atractus boettgeri är en ormart som beskrevs av Boulenger 1896. Atractus boettgeri ingår i släktet Atractus och familjen snokar. Inga underarter finns listade.
Arten förekommer i departement Cochabamba i centrala Bolivia. Honor lägger ägg.